# Olympus E-510
De Olympus E-510 (in Noord-Amerika: Olympus EVOLT E-510) is een digitale spiegelreflexcamera met verwisselbare lenzen. De E-510 volgde in maart 2007 de E-500 op, waarbij onder andere de beeldverwerkingschip werd vervangen door het type Olympus TruePic III.
De E-510 gebruikt het SSWF stofverminderingssysteem en maakt gebruik van de bajonetsluiting, volgens de Four Thirds specificaties, voor het bevestigen van het objectief op de camerabody.